# Поляков, Владислав Витальевич
Владислав Витальевич Поляков (30 ноября 1983) — казахстанский пловец, мастер спорта Республики Казахстан международного класса. Участник Олимпиады — 2004 в Афинах, Олимпиады — 2008 в Пекине и Олимпиады — 2012 в Лондоне.

## Биография
В.В. Поляков родился в Петропавловске.
В 1999 году переехал на учебу в США, где учился в средней школе им. Св. Фомы Аквинского в г. Форт-Лодердейл. После этого Влад отучился в Университете Алабамы. В качестве студента от команды Alabama Crimson Tide участвовал в плавательных соревнованиях Национальной ассоциации студенческого спорта (чемпионат среди колледжей и университетов США и Канады), на которых выигрывал золото в 2005 и 2007 гг.
Из более значительных достижений можно отметить завоевание медали высшего достоинства на Чемпионате мира по водным видам спорта на короткой дистанции в Шанхае (Китай) в 2006 г. на 200 м брассом. Двумя годами ранее на этих же соревнованиях, но только в Индианаполисе (США) в 2004 г. Влад взял две бронзы на дистанциях 100 и 200 метров.
Дважды участвуя на Азиатских играх в 2006 и 2010 гг., ему удалось собрать медали всех достоинств. Сначала в Дохе (Катар) – золото и две бронзы, а затем в Гуанчжоу (Китай) серебро. Стоит также упомянуть другую серебряную медаль, которую Влад добыл на Летней Универсиаде 2005 г. в Измире (Турция). Можно считать успешным и опыт выступления на Олимпийских играх 2004 года в Афинах. Там он был пятым на дистанциях 100 и 200 м брассом.
На Олимпийских играх 2008 года в Пекине он был 17-м на 100-метровке и 15-м на 200-метровке.
А на Олимпийских играх 2012 года в Лондоне он был только 34-м на 100-метровке.
Тренируется в США, выступает за Северо-Казахстанскую область.

## Лучшие результаты
- 50 м (брасс) - 27,40
- 100 м (брасс) - 1:00,45
- 200 м (брасс) - 2:06,95